# Bonowice
Bonowice – wieś w Polsce, w województwie śląskim, w powiecie zawierciańskim, w gminie Szczekociny.
W latach 1954–1959 wieś należała i była siedzibą władz gromady Bonowice, po jej zniesieniu w gromadzie Goleniowy. W latach 1975–1998 miejscowość administracyjnie należała do województwa częstochowskiego.

## Nazwa
Nazwa miejscowości notowana była w formach Bunouicj (1257), Bvnouice (1257), Bunouichi (1266), Bonowice (1401), Bunowycze (1470-80), Bonowice (1787). Jest to nazwa patronimiczna od nazwy osobowej *Bun, która wywodzi się z kolei od prasłowiańskiego *buniti ‘huczeć, szumieć’. Pierwotnymi formami były Bunowicy, Bunowice; z czasem -u- przed spółgłoską nosową przeszło w -o-.